# ゴール・インターナショナル・スタジアム
ゴール・インターナショナル・スタジアム（英語: Galle International Stadium, シンハラ語: ගාල්ල ජාත්‍යන්තර ක්‍රිකට් ක්‍රීඩාංගණය, タミル語: காலி பன்னாட்டு அரங்கம்）は、スリランカ南部の都市ゴールにあるクリケット競技場。世界文化遺産であるゴール要塞の付け根に位置し、東西の両面で海に挟まれた場所にある。ゴール・クリケット・クラブのホームスタジアム。スリランカ代表が有利な球場であるとされている。

## 歴史
1876年にレース・コースとして建設された。1892年にゴール市議会議員P・A・テンプラーの提案により、「グランド・スタンド」が建設された。次第にレースでの利用が減り、クリケットの試合が増えていった。そして1927年、公式に「クリケット・スタジアム」として利用が始まった。
1984年2月29日、競技場初めてのファースト・クラス・マッチが開催された。また、グラウンドの芝生は、1945年に敷設された。その際には、コロンボ・クリケット・クラブからの援助もあった。
その後国際試合が開催できるように改装され、これまでに国際試合7試合を開催している。最初のテスト・マッチとして1998年6月3日にスリランカ代表対ニュージーランド代表の試合が行われた。最初のワン・デイ・インターナショナル（ODI）は1998年にスリランカ代表対インド代表の試合が予定されていたが、前日からの激しい雨によって雨天中止となった。
2004年12月26日、スマトラ島沖地震に伴う津波が競技場を襲った。ほとんどの構造物が破壊され、グラウンドも大きな被害を受けた。一方で津波から数週間にわたり、家を追われた人たちの避難所としても機能し、避難民キャンプ用地やヘリパッドとして支援活動の拠点となった。
ゴール・インターナショナル・スタジアムの復旧工事は2006年5月8日から始まった。この際には、大型スタンドやメディアセンターなども設置され、観客席の数も大幅に増加した。そして、2007年12月17日にマヒンダ・ラージャパクサ大統領によってリニューアル・オープン・セレモニーが開催された。同日、リニューアル後初のテスト・マッチ（スリランカ代表対イングランド代表）が行われ、引き分けに終わった。
また、ゴール・スタジアムは2010年にスリランカで最も有名なクリケット選手であるムティア・ムラリタランの引退試合が行われたことでも知られている。

2017年6月には、スリランカクリケット協会がゴール・スタジアムで20年ぶりのワン・デイ・インターナショナルであるスリランカ代表対ジンバブエ代表の試合を開催すると発表した。

## グラウンド情報
グラウンドの状態は全体としてスピン・ボウリングが有利であり、多数のスピン・ボウラーを擁するスリランカ代表有利であるとされている。この考えは、スリランカがこの球場で23戦中12勝という実績からも支持されている。グラウンドはゴール要塞の対面かつ二面が海に面した位置にある。
グラウンド面積は4.216ヘクタール、ウィケットから境界線まで75ヤードである。芝生には西洋芝が用いられている。また、練習用の屋内ネット3枚、屋外ネット4枚が併設されている。平均的な1イニング目のスコアは340である。現在のグラウンドマネージャーはハーシャ・ムナシンハで、以前はジャヤナンダ・ワーナウィーラが務めていた。

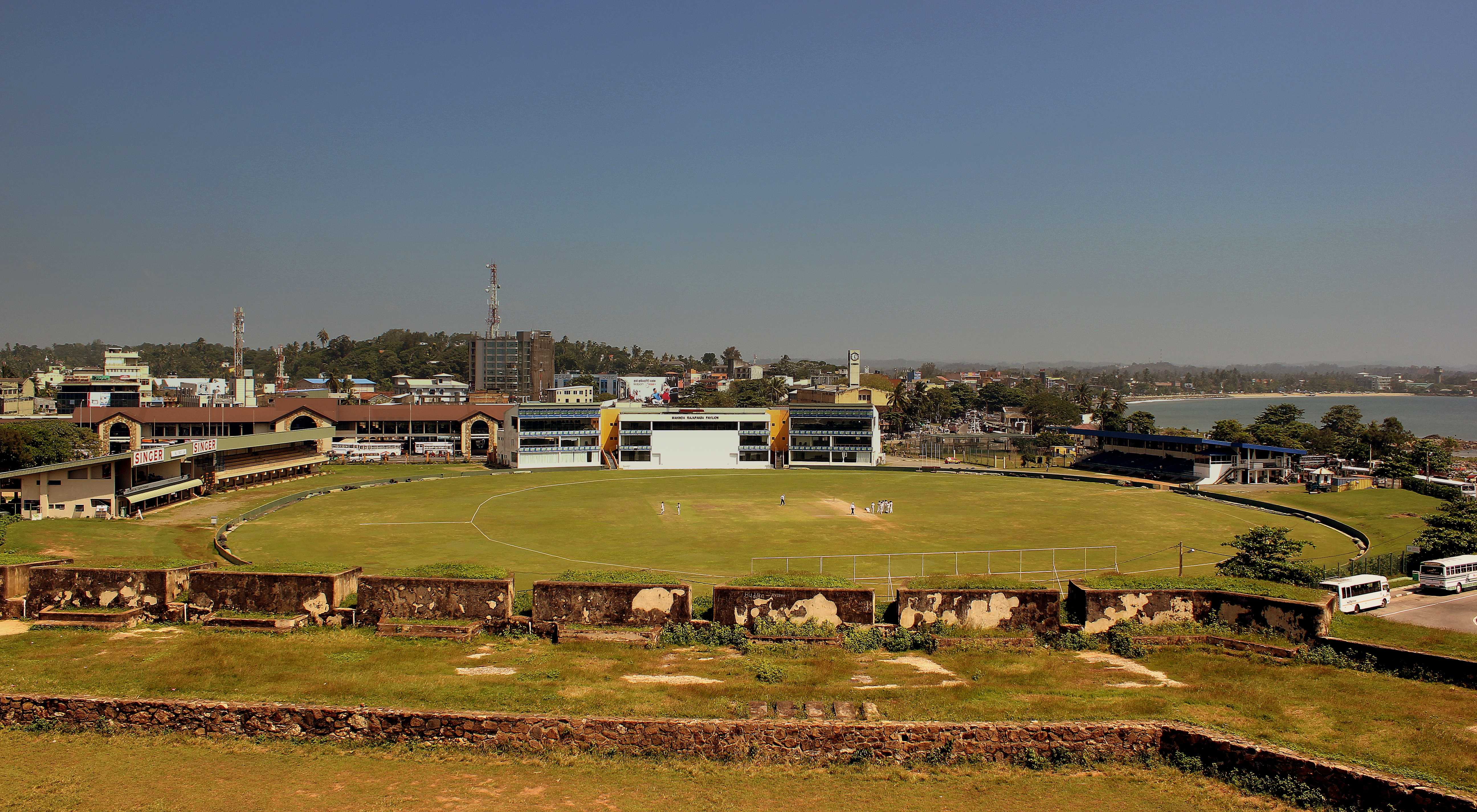
ゴール要塞から眺めるスタジアム（2013年）

### マヒンダ・ラージャパクサ・スタンド
津波の後の復旧工事において設置されたスタンドが「マヒンダ・ラージャパクサ・スタンド」と呼ばれている。これは、明確に復旧計画を表明した大統領マヒンダ・ラージャパクサに因んでいる。このスタンドには合計500名のVIP席が設けられている。また、150人収容のメディアセンター、2つのテレビ放送席、ラジオ放送席も設けられている。また、更衣室もスタンド内に設けられている。

### ゴール・クリケット・クラブ・スタンド
1955年9月18日に開設されたメインスタンドが「ゴール・クリケット・クラブ・スタンド」と呼ばれている。同クラブの集金によって設置された。

## 復旧時の課題
グラウンドを復旧する際、スリランカ・クリケット協会とスリランカ政府は沿岸部に建設する際の規制をめぐり協議を行ない、一度は別の場所に新球場を建設することも提案された。しかし、最終的には現在の球場を復旧することで決定した。総工費は約5億ルピーに達した。建設に際してはイングランドやオーストラリアのクリケットチームからも資金面で支援が行われた。
復旧工事の最中にも、隣接する世界遺産ゴール要塞の景観問題が噴出した。ゴール世界遺産財団やその他の組織が懸念を表明し、この工事によってゴール要塞が世界遺産指定を取り消される可能性を指摘した。その後この問題は解決され、復旧工事が再開された。

## その他のスポーツ

### ラグビー
2013年にはスリランカ・ラグビー協会がこの球場でラグビー選手権を実施した。2013年7月27日、28日の2日間で実施されたが、クリケット場が痛むのではないかという懸念があった。